# Poa pumila
Poa pumila är en gräsart som beskrevs av Nicolaus Thomas Host. Poa pumila ingår i släktet gröen, och familjen gräs. Inga underarter finns listade i Catalogue of Life.